# Opinión científica sobre el cambio climático

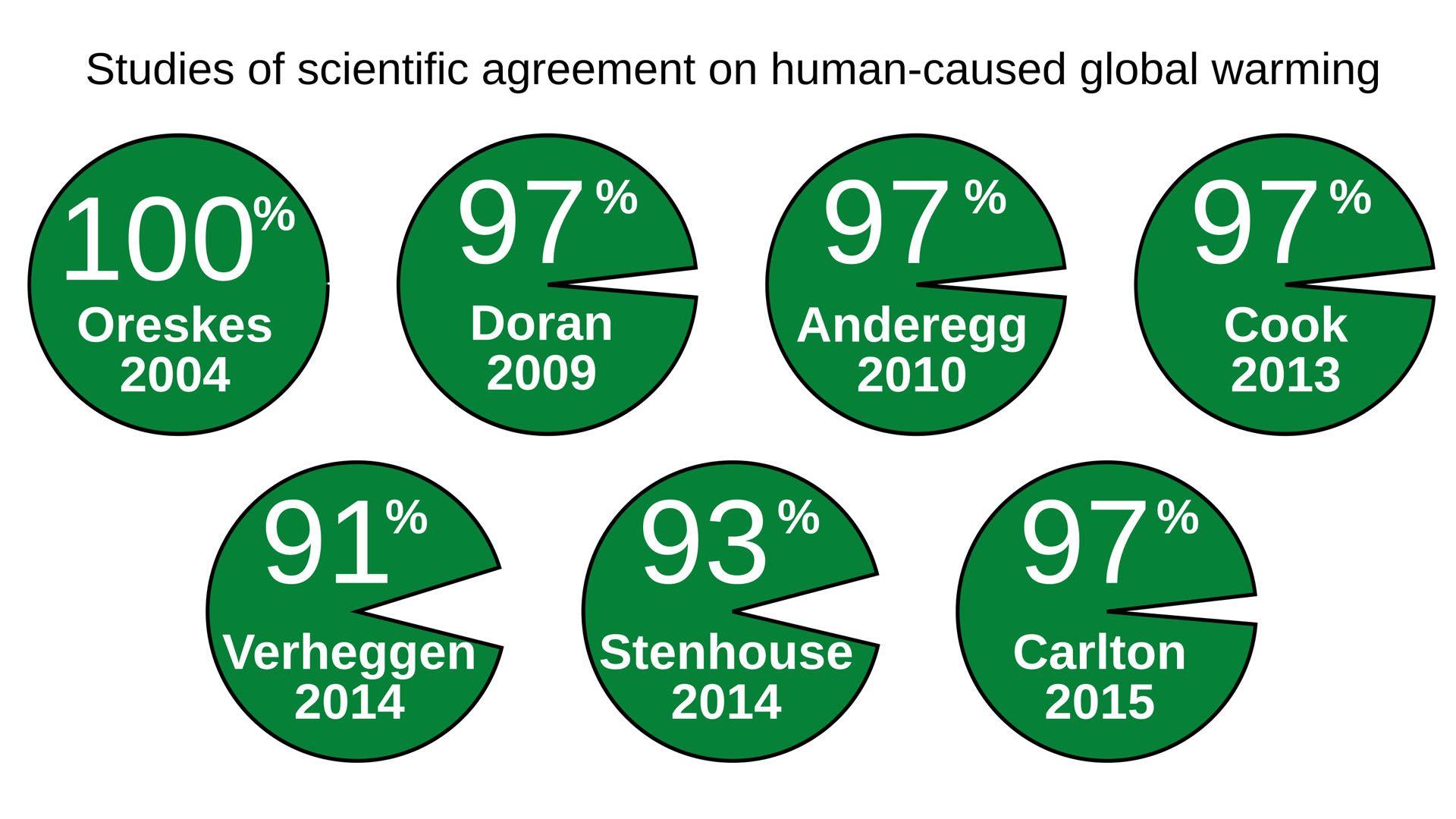
Siete artículos sobre el consenso del calentamiento global antropogénico desde 2004-2015 por Naomi Oreskes, Peter Doran, William Anderegg, Bart Verheggen, Neil Stenhouse, J. Stuart Carlton y John Cook.

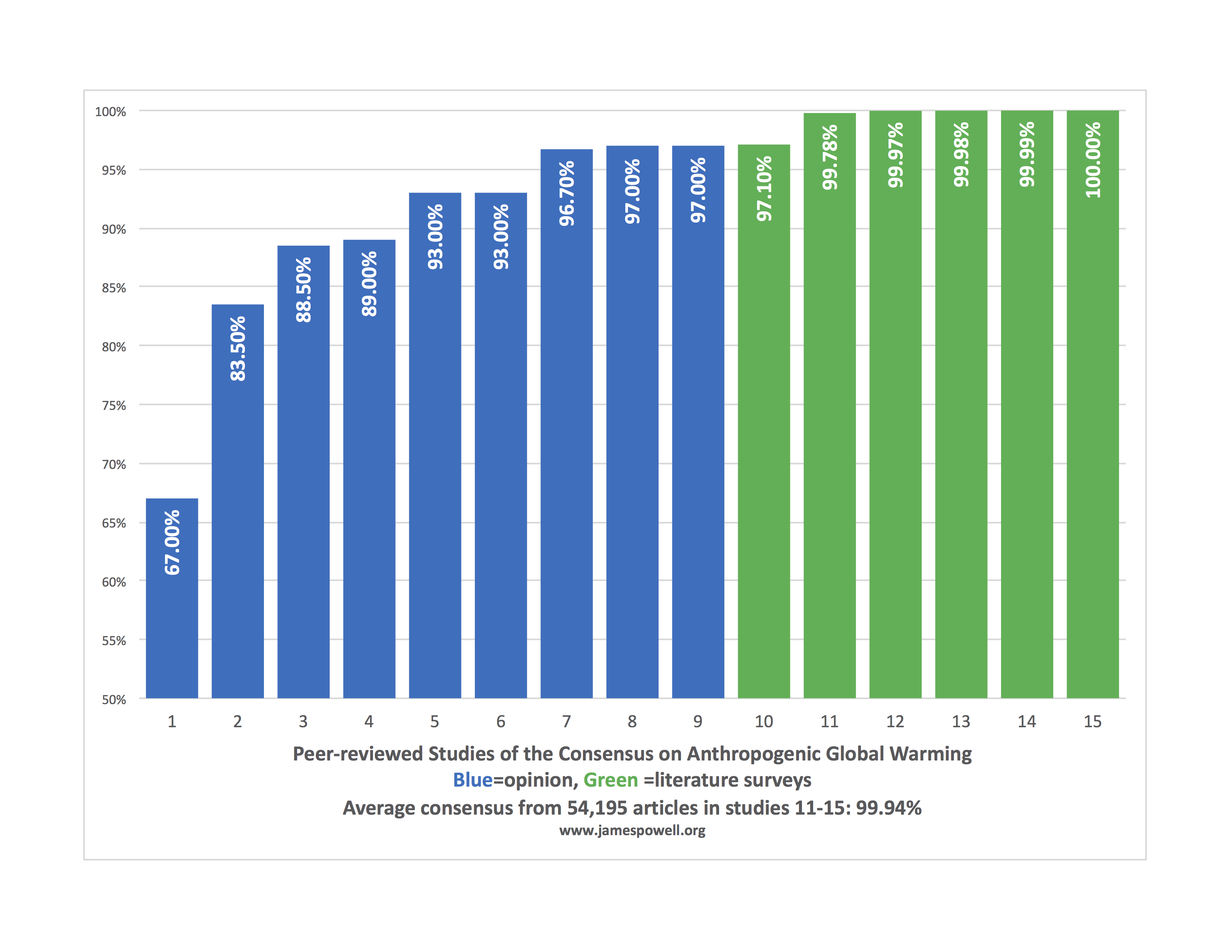
Estudios revisados por pares sobre el consenso del calentamiento global.

La opinión científica sobre el cambio climático es el juicio global entre científicos con respecto a la extensión en la que está ocurriendo el calentamiento global, sus causas y sus consecuencias probables. El consenso científico es que el sistema climático de la Tierra inequívocamente está en calentamiento y que es sumamente probable (es decir, con una probabilidad mayor al 0.05%) que este calentamiento sea predominantemente causado por los seres humanos. Es probable que esto surja principalmente del aumento de las concentraciones de gases de efecto invernadero en la atmósfera producto de la quema de combustibles fósiles y los cambios en los usos del suelo, parcialmente compensado por el aumento de los aerosoles causado por el hombre; los cambios naturales tuvieron poco efecto.
Esta opinión científica está expresada en informes de síntesis, por cuerpos científicos de prestigio nacionales e internacionales y por encuestas de opinión entre científicos del clima. Científicos, universidades y los laboratorios individuales contribuyen a la opinión científica global a través de sus publicaciones revisadas por pares, y las áreas del acuerdo colectivo y certeza relativa son resumidas en los informes y encuestas. Desde 2004, se han llevado a cabo al menos 9 encuestas a científicos y metaestudios de artículos académicos sobre el calentamiento global. Pese a que hasta el 18 % de los científicos encuestados puede disentir de la opinión consensuada, cuando se restringe a los científicos que publican en el campo del clima, el 97 % al 100 % está de acuerdo con el consenso: el actual calentamiento es principalmente antrópico (causado por el ser humano). En 2021 se publicó una nueva investigación realizada a 88 125 estudios científicos revisados por pares relacionados con el clima, de los cuales 99.9 % de los artículos coinciden en que el cambio climático es causado principalmente por los seres humanos.
Las academias y sociedades científicas nacionales e internacionales han evaluado la opinión científica actual sobre el calentamiento global. Estas evaluaciones son compatibles globalmente con las conclusiones del Grupo Intergubernamental de Expertos sobre el Cambio Climático. El Cuarto Informe de Evaluación del IPCC señala que:
- El calentamiento del sistema climático es inequívoco, como se evidencia en el aumento de las temperaturas medias globales del aire y océano, el derretimiento generalizado de la nieve y el hielo, que tiene como consecuencias el ascenso global medio del nivel del mar.[14]
- La mayor parte del calentamiento global desde mediados del siglo XX probablemente debido a actividades humanas.[15]
- Los beneficios y costos del cambio climático para la sociedad variará ampliamente según la ubicación y escala.[16] Algunos de los efectos en regiones templadas y polares serán positivos y los demás serán negativos. En general, es más probable que los efectos netos sean fuertemente negativos con un calentamiento mayor o más rápido.
- La gama de evidencia publicada indica que es probable que los costos netos de los daños del cambio climático sean significativos y aumenten con el tiempo.[17]

- La resiliencia de muchos ecosistemas probablemente sean superados en este siglo por una combinación sin precedentes de cambio climático, perturbaciones asociadas (p. ej. inundaciones, sequía, incendios forestales, insectos y acidificación del océano) y otras fuerzas de cambio global (por ejemplo, cambio de uso del suelo, contaminación, fragmentación de los sistemas naturales, sobreexplotación de recursos).[18]

En 2018, el IPCC publicó un Informe especial sobre el calentamiento global de 1.5 °C que advirtió que, si la tasa actual de emisiones de gases de efecto invernadero no se mitiga, es probable que el calentamiento global alcance 1.5 °C (2.7 °F) entre 2030 y 2052, arriesgando grandes crisis. El informe dice que prevenir tales crisis requerirá una rápida transformación de la economía global que «no tiene precedentes históricos documentados». En 2022, un nuevo informe del IPCC titulado Cambio climático 2022: Impactos, adaptación y vulnerabilidad hace énfasis en «adoptar con urgencia medidas para hacer frente a los crecientes riesgos», sosteniendo que nos enfrentamos a un calentamiento de 1.5 °C en las próximas dos décadas, lo cual generará «impactos graves adicionales, algunos de los cuales serán irreversibles».
Las academias nacionales de ciencia han hecho un llamado a los líderes mundiales a crear políticas que reduzcan las emisiones globales. Algunos organismos científicos han recomendado políticas concretas a gobiernos y la ciencia puede cumplir una función en informar una respuesta eficaz al cambio climático. Las decisiones políticas, no obstante, pueden requerir juicios de valor así que no están incluidas en la opinión científica.
Ningún organismo científico nacional o internacional de prestigio mantiene una opinión formal que disienta de cualquiera de estos puntos principales. El último organismo científico de alcance nacional o internacional en retractar su disenso fue la Asociación Estadounidense de Geólogos Petroleros, la cual en 2007 actualizó su declaración a su actual posición no definida. Algunas otras organizaciones, principalmente aquellas centradas en la geología, también sostienen posturas indefinidas.

## Reportes sintéticos
Estos reportes sintéticos son aseveraciones en la literatura científica, compilando resultados en un rango de estudios por niveles de entendimiento o para describir el estado de conocimiento de un objeto dado.

### Grupo Intergubernamental de Expertos sobre el Cambio Climático: IPCC, 2007
En febrero de 2007, el IPCC publicó un resumen de su Cuarto Informe de Evaluación del IPCC. De acuerdo a ese resumen, este informe encuentra que las acciones humanas son «muy posiblemente» la causa del calentamiento global, con un 90 % o más de probabilidad. El calentamiento global en este caso es indicado con un incremento de 0.75 °C en temperaturas medias globales sobre el último siglo.
The New York Times reportó:

Científicos mundiales líderes dicen que el calentamiento global ha llegado, y es muy posible que sea causado por los seres humanos, e imparable por siglos.... La frase muy posiblemente traduce más del 90 % de certeza de que tal calentamiento es antropogénico por la quema de combustibles fósiles. Esta fue la más fuerte conclusión a la fecha, haciendo casi imposible que sea por fuerzas naturales.

El reporte afirma que los incrementos en la fuerza de huracanes y ciclones tropicales desde 1970 más posible que no pueden atribuirse al calentamiento global antropogénico. Los científicos afirman que la conexión del calentamiento global varia con las tormentas en diferentes partes del mundo, y que las que se producen en América es influida por el calentamiento global.

La Associated Press resumió la posición sobre el ascenso del nivel del mar:

Sobre los niveles del mar, el reporte proyecta subidas de 2-6 dm hacia el fin del siglo. Y podría adicionalmente aumentar 1-2 dm si las recientes fusiones de la calota polar continúa.

### Programa de Estudios de Cambio Global EE. UU.
formalmente Programa Científico de Cambio Climático
El Programa de Estudios de Cambio Global de EE. UU. reportó en junio de 2009 que:

Las observaciones muestran que el calentamiento del clima es inequívoco. El calentamiento global observado en los últimos 50 años es debido primariamente a las emisiones humanas de gases de invernadero. Esas emisiones provienen mayormente de la quema de combustible fósil (como carbón, petróleo, gas), con importantes contribuciones del aclareo de bosques, prácticas agrícolas, y otras actividades.

El reporte, que es acerca de los efectos de que hay cambio climático en EE. UU., también dice:

Los cambios climáticos se han observado globalmente en EE.UU.: incluyendo incrementos en la temperatura del aire y del agua, reduciendo días de heladas, incrementando frecuencia e intensidad de severas tormentas, aumento del nivel marino, reducción de cobertura nívea, glaciales, permafrost, y calota polar. Más largos periodos libres de hielo en lagos y ríos, alargamiento de la estación de crecimiento, e incrementado vapor de agua atmosférico también se han observado. En los pasados 30 años, las temperaturas han subido más rápido en invierno, con temperaturas medias de invierno en el Mediooeste y el norte de las Grandes Planicies incrementándose más de 2 °C. Algunos de los cambios han sido más rápidos de lo que sugerían previas afirmaciones.

### Evaluación del Impacto Climático Ártico
En 2004, el intergubernamental Consejo Ártico y la no gubernamental International Arctic Science Committee publicaron un informe sintético del Arctic Climate Impact Assessment:

Las condiciones climáticas en el pasado dan evidencia del ascenso de los niveles del CO2 atmosférico se asocian con el ascenso de temperaturas globales. Las actividades humanas, primariamente la quema de combustibles fósiles (carbón, petróleo, gas natural), y secundariamente el aclareo de tierras, han incrementado la concentración de CO2, metano, y otros gases de invernadero en la atmósfera...Hay consenso científico internacional de que mucho del calentamiento observado en los últimos 50 años es atribuible a las actividades humanas.

### BioScience
El 5 de noviembre de 2019, la revista BioScience publicó un artículo respaldado por más de 11 000 científicos procedentes de 153 países en el que se declaraba de forma clara e inequívoca que el planeta Tierra se enfrenta a una emergencia climática».

## Afirmaciones de organizaciones concurrentes

### Academias de Ciencias

#### Academia Europea de Ciencias y Artes
En 2007, la Academia Europea de Ciencias y Artes registró una formal declaración sobre cambio climático titulado Seamos Honestos:

La actividad humana es muy posiblemente responsable del calentamiento climático. Mucho del calentamiento climático en los últimos 50 años es posiblemente causado por incrementadas concentraciones de gases de invernadero en la atmósfera. Los cambios climáticos documentados de largo término incluyen cambios en las temperaturas árticas y en el hielo, amplios cambios en cantidad de precipitaciones, salinidad oceánica, patrones ventosos, tiempo extremo incluyendo sequías, pesadas precipitaciones, ondas de calor e intensidad de ciclones tropicales. Todo este desarrollo potencial tiene dramáticas consecuencias para el futuro de la humanidad.

#### Consejo Interacadémico
Como representantes de Academias científicas y de ingeniería, el Consejo Interacadémico (IAC) publicó un reporte en 2007 titulado Iluminando el Camino: Hacia un Futuro con Energía Sostenible (Lighting the Way: Toward a Sustainable Energy Future).

Los patrones de recursos de energía y del uso de la energía están demostrando ser detrimentales para el bienestar futuro de la humanidad. La integridad de los sistemas naturales esenciales está ya en riesgo por el cambio climático causado por las emisiones a la atmosféra de gases de invernadero.
Conclusiones:
1. Satisfacer las necesidades básicas de energía de los más pobres de este planeta es un imperativo moral y social que puede y debe ser perseguido en concierto con los objetivos de sostenibilidad.
2. Deben realizarse esfuerzos concertados para mejorar la eficiencia energética y reducir la intensidad del carbono de la economía global.
3. Pueden desempeñar un papel importante en la gestión eficaz de las emisiones globales de dióxido de carbono las tecnologías para la captura y secuestro de carbono de los combustibles fósiles, en particular carbón.
4. La competición por las fuentes de petróleo y gas natural tiene el potencial para convertirse en una fuente de creciente tensión geopolítica y de vulnerabilidad económica para muchas naciones en las próximas décadas.
5. Como recurso resultando en bajas emisiones de carbono, la energía nuclear puede continuar haciendo una contribución significativa a la cartera de energía del mundo en el futuro, pero solo si se da respuesta a las principales preocupaciones relacionadas con el costo de capital, la seguridad, y la proliferación de armas.
6. La energía renovable en sus múltiples formas ofrece inmensas oportunidades para el progreso tecnológico y la innovación.
7. Los biocombustibles son muy prometedores para abordar simultáneamente el cambio climático y las preocupaciones sobre seguridad en al abastecimiento energético.
8. El desarrollo de tecnologías de almacenamiento de energía eficaces, de nuevos portadores de energía, y la mejora de las infraestructuras de transmisión podrían reducir sustancialmente los costos y ampliar la contribución de una variedad de posibilidades de fuentes de energía.
9. La comunidad científico-técnica, junto con el público en general, tiene una función crítica en progresar en soluciones de energía sostenible y debe estar efectivamente comprometida.

#### Consejo Internacional de Academias de Ingeniería y Ciencias Tecnológicas
En 2007, el Consejo Internacional de Academias de Ingeniería y Ciencias Tecnológicas (CAETS) emitió un informe sobre Medio Ambiente y Crecimiento Sostenible:

Como se reportó en el Grupo Intergubernamental de Expertos sobre el Cambio Climático, IPCC, mucho del calentamiento global observado desde mitad del s. XX es muy probable debido a las emisiones humanas de gases de invernadero y que ese calentamiento seguirá inabatible si las presentes emisiones antropogénicas continúan o, peor, se expanden sin control.

CAETS, respalda las muchas y recientes peticiones de disminuir y controlar las emisiones de gases a aceptables niveles tan rápido como sea posible.

#### Afirmaciones conjuntas de Academias de Ciencias
Desde 2001, 32 Academias Nacionales de Ciencias se aúnan para emitir declaraciones conjuntas confirmando el calentamiento global antropogénico, y urgiendo a las naciones a reducir emisiones de gases de invernadero. Los signatarios de esas afirmaciones han sido las Academias de Ciencias de Australia, Bélgica, Brasil, Camerún, Canadá, Caribe, China, Francia, Ghana, Alemania, Indonesia, Irlanda, Italia, India, Japón, Kenia, Madagascar, Malasia, México, Nigeria, Nueva Zelanda, Rusia, Senegal, Sudáfrica, Sudán, Suecia, Tanzania, Uganda, Reino Unido, EE. UU., Zambia, Zimbabue.
- 2001 - Siguiendo la publicación del Tercer Reporte IPCC, dieciséis Academias de Ciencias firmaron una Declaración Conjunta explícita aceptando la posición IPCC como representando el consenso científico de la ciencia del cambio climático. Las dieciséis Academias científicas que aceptaron el reporte fueron: Australia, Bélgica, Brasil, Canadá, Caribe, China, Francia, Alemania, India, Indonesia, Irlanda, Italia, Malasia, Nueva Zelanda, Suecia, RU.[40]
- 2005 - Las Academias de las naciones G8, más Brasil, China e India, tres de los mayores emisores de gases de invernadero de los apíses en desarrollo, firmaron una declaración sobre la respuesta global al cambio climático. La declaración anuncia que el entendimiento científico sobre el cambio climático es hoy suficientemente claro para justificar que las naciones tomen prontas acciones,[41] y explícitamente endosa el consenso IPCC. Los nueve signatarios fueron las Academias de Ciencias de Brasil, Canadá, China, Francia, Alemania, India, Italia, Japón, Rusia, RU, EE. UU.
- 2007 - Preparando la «33.ª Reunión del G8», las Academias Nacionales de Ciencias de las naciones G8+5 firmaron una declaración referenciando la posición de las Academias en 2005, y agradeciendo la confirmación de sus previas conclusiones de recientes estudios. Siguiendo al «4º Reporte del IPCC», la declaración afirma: «es inequívoco que el clima está cambiando, y es muy posible que eso sea predominantemente causado por el incremento de las interferencias humanas con la atmósfera. Esos cambios transformarán las condiciones ambientales sobre la Tierra a menos que se tomen medidas».[42] Los trece signatarios fueron de las Academias Nacionales de Ciencias de Brasil, Canadá, China, Francia, Alemania, Italia, India, Japón, México, Rusia, Sudáfrica, RU, EE. UU.
- 2008 - En preparación para el 34.ª Cumbre del G8, las Academias nacionales de las naciones G8+5 emitieron una declaración reiterando la posición del 2005 con la declaración conjunta de las Academias, y reafirmando «que el cambio climático está ocurriendo y que el calentamiento antropogénico está influido por numerosos sistemas físicos y biológicos». Entre otras acciones, la declaración urge a todas las naciones a «tomar medidas apropiadas económicas para acelerar la transición hacia una economía de bajo carbono y fomentar y cambiar conductas individuales y nacionales».[43] Los trece signatarios fueron las mismas Academias nacionales de ciencia que lo hicieron en el de 2007.
- 2009 - En avance de las negociaciones de UNFCCC a sostenerse en Copenhague en diciembre de 2009, las Academias nacionales de Ciencias de las naciones G8 +5 emitieron una declaración conjunta declarando: «El cambio climático y el suministro de energía sostenible son desafíos cruciales para el futuro de la humanidad. Es esencial que los líderes del mundo están de acuerdo sobre las reducciones de emisiones necesarias para luchar contra las consecuencias negativas del cambio climático antropogénico». Las referencias de la declaración cuarta evaluación del IPCC de 2007, y afirma que «el cambio climático está ocurriendo incluso más rápido que lo estimado previamente; las emisiones globales de CO2 desde 2000 han sido mayores a las más altas predicciones, y las banquisas árticas se han fundido a tasas mucho más rápidas que las predichas, y la altura en los niveles del mar han sido más rápidas».[44] Los trece firmantes fueron las mismas academias nacionales de ciencias que emitieron las declaraciones conjuntas de 2007 y 2008.

#### Red de Academias Africanas de Ciencias
En 2007, la Red de Academias Africanas de Ciencias presentó en conjunto una «declaración sobre la sostenibilidad, la eficiencia energética y el cambio climático» a la reunión de dirigentes en la Cumbre del G8 en Heiligendamm, Alemania:

Existe ahora en la comunidad científica mundial un consenso, basado en la evidencia actual, de que las actividades humanas son la principal fuente del cambio climático y que la quema de combustibles fósiles es responsable en gran medida del impulso de este cambio.

El IPCC debe ser felicitado por la contribución que ha hecho a la comprensión pública de la conexión que existe entre la energía, el clima y la sostenibilidad.

Los trece signatorios fueron de las Academias de Ciencias de Camerún, Ghana, Kenia, Madagascar, Nigeria, Senegal, Sudáfrica, Sudán, Tanzania, Uganda, Zambia, Zimbabue, así como la Academia Africana de Ciencias.

#### Real Sociedad de Nueva Zelanda
Después de haber firmado la primera declaración conjunta de las academias de ciencias en 2001, la Sociedad Real de Nueva Zelandia emitió una declaración por separado en 2008 con el fin de aclarar «la controversia sobre el cambio climático y sus causas, y la posible confusión entre el público»:

El mundo se está calentando debido al aumento de las emisiones de gases de efecto invernadero. Las mediciones muestran que las concentraciones de gases de efecto invernadero en la atmósfera son muy por encima de los niveles vistos por muchos miles de años. Además de los cambios climáticos se prevé, impactos futuros más costosos, al pasar el tiempo. Una reducción de los impactos futuros del cambio climático requerirá una reducción sustancial de las emisiones de gases de efecto invernadero.

#### Academia Polaca de Ciencias
En diciembre de 2007, la Asamblea de la Academia Polaca de Ciencias (PAN) emitieron un comunicado respaldando las conclusiones del IPCC, y argumentó:

es deber de la ciencia polaca y del gobierno nacional, de una manera reflexiva, organizada y activa, participar en la realización de estas ideas.

Los problemas del calentamiento global, cambio climático y sus impactos negativos sobre la vida humana y sobre el funcionamiento de sociedades enteras son uno de los desafíos más dramáticos de los tiempos modernos.

La Asamblea General de la PAS pide a las comunidades científicas nacionales y Al gobierno nacional apoyar activamente la participación de Polonia en los importantes eventos.

#### National Research Council (EE.UU.)
En 2001, la Comisión de Ciencia del Cambio Climático del National Research Council publicó: Ciencia del Cambio Climático: Análisis de Algunas Preguntas Claves. El reporte explícitamente endosa al punto de vista del IPCC sobre la atribución del cambio climático reciente como la representación de la opinión de la comunidad científica:

Los cambios observados durante las últimas décadas, es probable que en su mayoría se deban a actividades humanas, pero no podemos descartar que una parte significativa de esos cambios sean también un reflejo de la variabilidad natural. El calentamiento inducido por el humano y la asociada elevación del nivel del mar, se espera que continúe a través del siglo 21...La conclusión del IPCC de que la mayor parte del calentamiento observado durante los últimos 50 años es probable que haya sido debido al aumento en las concentraciones de gases de efecto invernadero, reflejan con exactitud el pensamiento actual de la comunidad científica sobre este tema.

#### Ciencia General

##### Asociación de EE.UU. para el Avance de la Ciencia
Como la mayoría de las sociedades científicas del mundo, la American Association for the Advancement of Science adoptó una posición oficial sobre el cambio climático en 2006:

La evidencia científica es clara: el cambio climático mundial causado por actividades humanas está ocurriendo ahora, y es una amenaza creciente para la sociedad .... El ritmo del cambio y la evidencia del daño han aumentado notablemente en los últimos cinco años. El tiempo para controlar las emisiones de gases de efecto invernadero es ahora.

##### Sociedad Química de Estados Unidos
La American Chemical Society declaró:

Cuidadosas y exhaustivas evaluaciones científicas han demostrado claramente que el sistema climático de la Tierra está cambiando rápidamente en respuesta a la creciente carga atmosférica de gases de efecto invernadero y la absorción de partículas de aerosol(IPCC, 2007). Hay muy poco margen para dudar de que las tendencias climáticas observadas son debidas a actividades humanas. Las amenazas son graves y es urgente tomar medidas para mitigar los riesgos del cambio climático.

La realidad del calentamiento global, su actual grave y potencialmente desastroso efecto sobre las propiedades del sistema de la Tierra, y las emisiones claves de las actividades humanas que han jugado en el impulso de estos fenómenos han sido reconocidos por versiones anteriores de esta declaración de política de la AEC (ACS, 2004), por otras grandes sociedades científicas, incluyendo a American Geophysical Union (AGU, 2003), American Meteorological Society (AMS, 2007) y la American Association for the Advancement of Science (AAAS, 2007), y por la U. S. National Academies y diez otras Academias Nacionales de Ciencias (NA, 2005).

#### Ciencia de la Tierra

##### American Geophysical Union
La American Geophysical Union (AGU) declaró, en resoluciones adoptadas en 2003 y revisadas en 2007, afirmando que aumento de los niveles de gases de efecto invernadero han causado y siguen causando la elevación de la Tº de la superficie terrestre:

El clima de la Tierra está claramente fuera de balance y se está calentando. Muchos de los componentes del sistema climático, incluyendo la Tº de la atmósfera, la tierra y el océano, la extensión del hielo marino y los glaciares de montaña, el nivel del mar, la distribución de las precipitaciones y la duración de las estaciones-están ahora cambiando a tasas y patrones no naturales y se explican mejor por el aumento de las abundancias atmosféricas de gases de efecto invernadero y los aerosoles generados por la actividad humana durante el s. XX. Las Tº medias globales de superficie se incrementan en promedio cerca de 0.6 °C en el periodo 1956 a 2006. Así como en 2006, once de los doce años anteriores, fueron más cálidas que cualquier otro desde 1850. El observado rápido retiro del hielo ártico se espera que continúe y conduzca a la desaparición del hielo en verano dentro de este siglo. La evidencia de la mayoría de los océanos y todos los continentes excepto Antártida muestran calentamiento atribuible a actividades humanas. Los recientes cambios en muchos sistemas físicos y biológicos están relacionados con el cambio climático regional. Un esfuerzo de investigación constante, participando muchos miembros de la AGU y se resume en las evaluaciones del Grupo Intergubernamental sobre el Cambio Climático de 2007, mejorando nuestra comprensión científica del clima.

##### Federación Europea de Geólogos, EFG
En 2008, la European Federation of Geologists (EFG) fijó su posición en: Captura de Carbono y su Almacenamiento Geológico:

La EFG reconoce la obra del IPCC y de otras organizaciones, y subscribe las conclusiones más importantes de que el cambio climático está ocurriendo, y es causado principalmente por las emisiones antropogénicas de CO2, planteando una amenaza importante para la civilización humana.

Es evidente que son necesarios enormes esfuerzos para reducir rápida y enérgicamente las emisiones de CO2. El EFG aboga firmemente por la producción de energías renovables y sostenibles, incluida la energía geotérmica, así como la necesidad de aumentar la eficiencia energética.

La CCS [Captura de Carbono y su Almacenamiento Geológico] También debe considerarse como una tecnología de transición, facilitando la transición hacia una economía libre de carbono.

##### European Geosciences Union, EGU
En 2005, las Divisiones de Ciencias Atmosféricas y de Clima de European Geosciences Union (EGU) emitió una declaración de posición en apoyo a la «Declaración Conjunta de Academias de Ciencias de 2005» en respuesta global al cambio climático. La declaración refiere al Intergovernmental Panel on Climate Change (IPCC), como «el representante mayor de la comunidad científica global», y asegura que el IPCC

representa el estado de la técnica de la ciencia del clima con el apoyo de las principales academias de ciencias de todo el mundo y por la gran mayoría de los investigadores de las ciencias como lo documenta la literatura con revisión por pares.

#### Meteorología y Oceanografía

##### American Meteorological Society
La American Meteorological Society (AMS) en declaración aprobada por su Consejo en 2003, dijo:

En la actualidad existe evidencia clara de que la temperatura media anual en la superficie de la Tierra, como promedio en todo el globo, se ha incrementado en los últimos 200 años. También hay evidencia clara de que la abundancia de gases de efecto invernadero en la atmósfera ha aumentado en el mismo período. En la última década, se han realizado importantes progresos para una mejor comprensión del sistema climático y las proyecciones hacia la mejora de largo plazo del cambio climático... Las actividades humanas se han convertido en una fuente importante de cambios ambientales. De gran urgencia, son las consecuencias sobre el clima de la abundancia atmosférica creciente de gases de efecto invernadero... Debido a que los gases de efecto invernadero siguen aumentando, que en efecto, se lleva a cabo un experimento climático global, ni planeado ni controlado, los resultados pueden presentar desafíos sin precedentes a nuestra sabiduría y previsión, así como tener un impacto significativo en nuestros sistemas naturales y sociales.

##### Australian Meteorological and Oceanographic Society
La Australian Meteorological and Oceanographic Society ha emitido una Declaración sobre el cambio climático, en la que concluyen:

El cambio climático mundial y el calentamiento global son reales y observables... Es muy probable que las actividades humanas que han aumentado la concentración de gases de efecto invernadero en la atmósfera, han sido en gran parte responsable del calentamiento observado desde 1950. El calentamiento asociado con el aumento de los gases de efecto invernadero originados por la actividad humana se llama efecto invernadero potenciado. La concentración atmosférica de CO2 se ha incrementado en más del 30 % desde el comienzo de la era industrial, y es mayor ahora que en cualquier momento, al menos en los últimos 650 milenios. Este aumento es resultado directo de la quema de combustibles fósiles, deforestación a gran escala y otras actividades humanas.

##### Canadian Foundation for Climate and Atmospheric Sciences
En noviembre de 2005, la Canadian Foundation for Climate and Atmospheric Sciences (CFCAS) envió una carta al primer ministro de Canadá declarando que

Estamos de acuerdo con la evaluación de la ciencia del clima del Panel Intergubernamental sobre el Cambio Climático(IPCC) de 2001 ... Respaldamos las conclusiones de la evaluación del IPCC de que «hay nuevas y más convincentes de que la mayor parte del calentamiento observado durante los últimos 50 años es atribuible a actividades humanas... Hay pruebas cada vez más clara del cambio climático en Canadá y en todo el mundo. Habrá aumento de los impactos del cambio climático en los ecosistemas naturales de Canadá y en sus actividades socio-económicas. Los avances en la ciencia del clima desde la evaluación de 2001 del IPCC han proporcionado más evidencias que apoyan la necesidad de acción y desarrollo de una estrategia para la adaptación a los cambios proyectados.

##### Canadian Meteorological and Oceanographic Society
La «Declaración de Posición sobre el Cambio Climático, de 2002» indica que la sociedad Canadian Meteorological and Oceanographic Society:

Apoya el proceso periódico de evaluación del clima de ciencia realizada por el Grupo Intergubernamental de Expertos sobre el Cambio Climático y apoya la celebración, en su Tercer Informe de Evaluación, que establece que el balance de evidencias sugiere una influencia humana discernible sobre el clima mundial.

##### Royal Meteorological Society (RU)
En febrero de 2007, después de lanzado el IV Informe de Evaluación del IPCC, el Royal Meteorological Society emitió una aprobación del informe. Además de referirse a los científicos del IPCC como los «mejores climatólogos del mundo», afirmaron que el cambio climático que está ocurriendo es «el resultado de las emisiones desde la industrialización y ya se ha puesto en marcha el calentamiento de la Tierra en los últimos 50 años - lo que hacemos a partir de ahora es determinar cuan malo sea».

##### World Meteorological Organization, WMO-OMM
En su Declaración de la duodécima reunión de la Conferencia de las Partes en la Convención Marco de las Naciones Unidas sobre el Cambio Climático presentada el 15 de noviembre de 2006, la World Meteorological Organization (WMO-OMM) confirmó la necesidad de «prevenir peligrosas interferencias antropogénicas con el sistema climático». La OMM acuerda que «las evaluaciones científicas cada vez más reafirman que las actividades humanas están modificando la composición de la atmósfera, en particular mediante la quema de combustibles fósiles para la producción de energía y de transporte». La WMO acuerda que «la actual concentración atmosférica de CO2 nunca fue tan alta en los pasados 420 milenios»; y que las aseveraciones «del IPCC proporcionan la más autorizada voz, logrando un asesoramiento científico actualizado».

#### Paleoclimatología

##### American Quaternary Association
La American Quaternary Association (AMQUA) ha declarado

Pocos científicos creíbles dudan ahora que los humanos han influido en el aumento documentado de la temperatura global desde la Revolución Industrial [...] La creciente evidencia de que el calentamiento de la atmósfera, especialmente en los últimos 50 años, está directamente afectada por la actividad humana.